# 米尔内 (奥里奇区)
米尔内（羅馬化：Mirnyy）是俄罗斯基洛夫州的市级镇，属奥里奇区，地处基洛夫州中西部，在区行政中心奥里奇及州府基洛夫西南方。维亚特卡河从该地以北地区流过，该河一支流流经该地附近。
该地2021年人口有4,218人；2010年人口3,912；2002年人口3,618；1989年人口3,929。